# قبلهات
قبلهات (به عربی: قبلهات) یک روستا در سوریه است که در ناحیه مرکزی سلمیه واقع شده‌است. قبلهات ۱٬۱۳۸ نفر جمعیت دارد.